# Leptadenia hastata
Espèce
Leptadenia hastata est une espèce de plante herbacée grimpante tolérant la sécheresse largement répartie en Afrique tropicale : de la Mauritanie et du Sénégal jusqu’au Cameroun, à l’Éthiopie, au nord du Kenya et à l’Ouganda. Elle est aussi cultivée à certains endroits, par exemple localement en Éthiopie.

## Synonymes
- Leptadenia lanceolata,
- Cynanchum lanceolatum Poir. (1811),
- Cynanchum lancifolium Schumach. & Thonn. (1827),
- Leptadenia lancifolia (Schumach. & Thonn.) Decne. (1838).

## Description

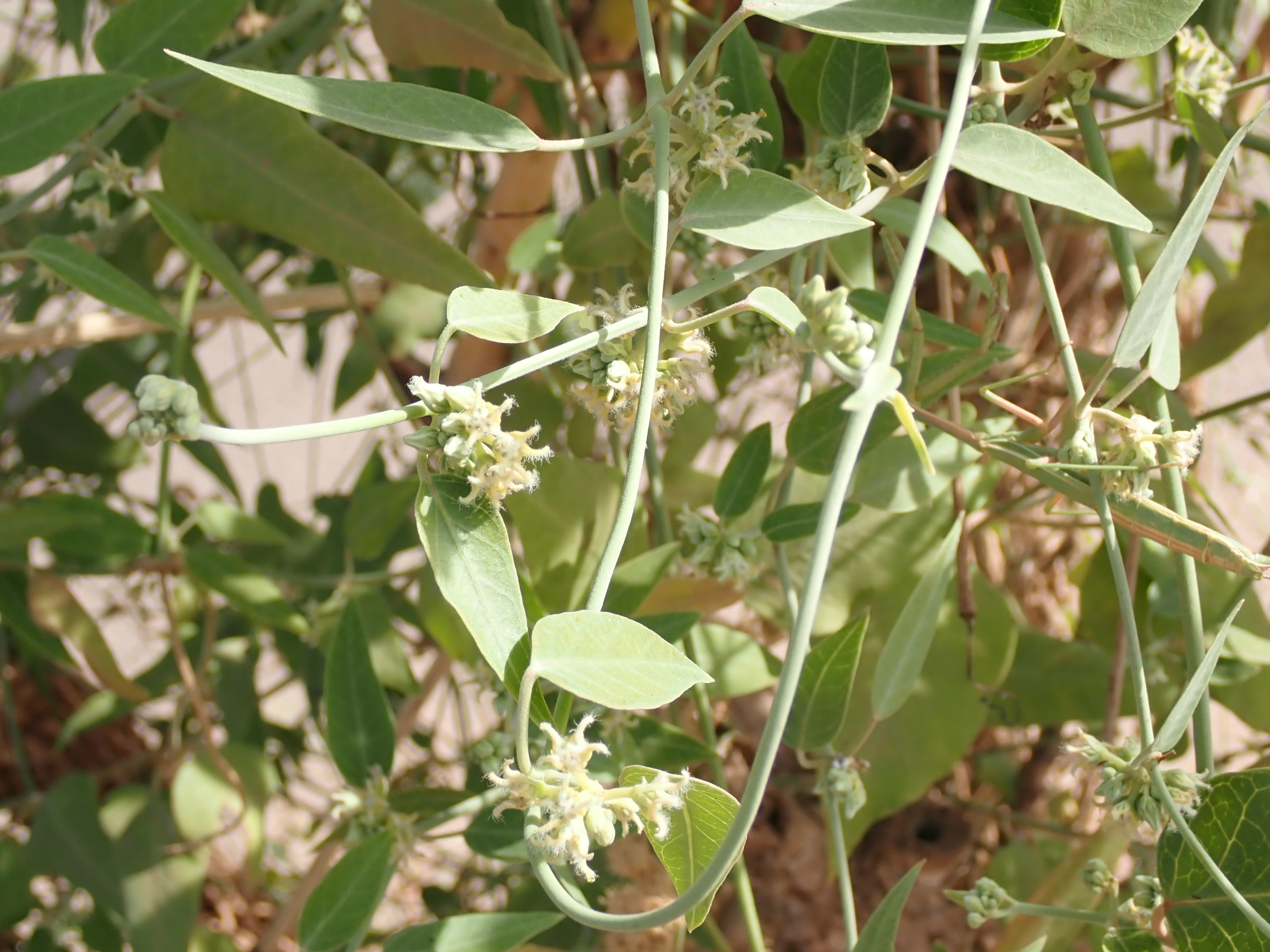
Vue des branches et fleurs.

Plante herbacée grimpante à latex, devenant ligneuse à la base, avec des tiges fortement ramifiées, finement pubescentes, devenant liégeuses avec l’âge. Cette liane à feuilles persistantes peut atteindre 20 m de haut et 10 cm de diamètre.
Feuilles opposées, simples ; pétiole de 0,5–1,5 cm de long ; limbe variable, habituellement ovale, de 2,5–12,5 cm × 0,5–4 cm, base arrondie à cordée, apex acuminé, bord entier, les deux faces pubérulentes, souvent glabrescentes.
Inflorescence ombelliforme, finement tomenteuse dans toutes ses parties, à nombreuses fleurs ; pédoncule jusqu’à 1,5 cm de long. Fleurs bisexuées, régulières, 5-mères, jaunâtres, parfumées ; pédicelle jusqu’à 0,5 cm de long ; calice lobé presque jusqu’à la base, lobes de 2–4 mm de long ; corolle rotacée-campanulée ; tube de 2 mm de long, lobes linéaires-lancéolés, tordus, de 4–5 mm de long, densément barbus à l’intérieur ; couronne composée de 5 lobes charnus de 1–3 mm de long, insérés aux sinus de la corolle, à apex poilu. Floraison très étalée dans le temps, généralement en fin de saison sèche et en saison des pluies.
Fruit : paire de follicules, chacun étant conique, jusqu’à 10 cm de long, verdâtre, glabre, à nombreuses graines. Graines avec une touffe de poils à l’apex.

## Utilisations
Partout dans son aire de répartition, les feuilles, les jeunes pousses et les fleurs de Leptadenia hastata sont consommées comme légume cuit ou en soupe. En Ouganda, les feuilles hachées et bouillies sont mélangées avec des haricots, des pois d’Angole ou du niébé. Dans de nombreuses régions, c’est un aliment de famine, mais les pauvres consomment également ce légume en temps normal. Dans une enquête sur les préférences pour 14 légumes sauvages herbacés réalisée au Burkina Faso en 1999, Leptadenia hastata était classé 3e ; son goût était considéré comme bon, et sa tolérance à la sécheresse, aux insectes et à de mauvaises conditions de sol comme excellente.
La plante est un fourrage important pour les chameaux, les chèvres et le bétail. Médicinalement, Leptadenia hastata a de nombreuses applications. Le latex est appliqué sur les blessures et introduit dans le nez contre les maux de tête. Des décoctions et des macérations de racines et de feuilles sont appliquées (seules ou en combinaison avec des préparations d’autres plantes) contre les douleurs abdominales comme la constipation, les écoulements urétraux, la gonorrhée, les maux d’estomac et la diarrhée. En médecine vétérinaire, la plante est utilisée contre les coliques des chevaux et du bétail.
La plante est considérée comme contraceptive pour les juments, les chèvres et les brebis. Elle facilite l’expulsion du placenta.
Leptadenia hastata est un important aliment de famine en Afrique, car elle continue à produire dans des circonstances où les autres plantes meurent. Son goût et sa valeur nutritive sont considérés appropriés et de plus amples recherches semblent indiquées pour déterminer des génotypes supérieurs et ses possibilités de culture commerciale. Sa valeur comme plante médicinale et son rôle potentiel dans le contrôle biologique de plusieurs maladies chez l’arachide, le sorgho et le cotonnier montrent le besoin de recherches ultérieures.

## Propriétés
Les feuilles fraîches de Leptadenia hastata contiennent par 100 g :
- eau 81 g,
- énergie 226 kJ (54 kcal),
- protéines 4,9 g,
- lipides 0,2 g,
- glucides 11,3 g,
- fibres 4,7 g,
- Ca 417 mg,
- P 94 mg,
- Fe 5,4 mg,
- vitamine A 4915 μg,
- thiamine 0,25 mg,
- riboflavine 0,35 mg,
- niacine 1,9 mg,
- acide ascorbique 78 mg (Leung, W.-T.W., Busson, F. & Jardin, C., 1968).

Le latex contient le triterpène lupéol et ses dérivés qui possèdent une activité anti-inflammatoire.

## Culture
Leptadenia hastata est multipliée par graines et elle est parfois semée à dessein près des maisons, de manière à être disponible en cas de besoin. Dans certaines parties de l’Éthiopie, elle est aussi commercialisée comme légume frais.
Leptadenia hastata est souvent parasitée par le puceron Aphis nerii, qui est consommé par la coccinelle Cydonia vicinia. Cydonia vicinia a été utilisée dans le contrôle biologique d’Aphis craccivora, d’Aphis gossypii et de Melanaphis sacchari, qui sont réputés responsables de la transmission de la maladie de la rosette de l’arachide et attaquer le sorgho et le cotonnier. La culture de Leptadenia hastata parasitée dans les régions de culture de ces espèces a été recommandée afin de produire une population de la coccinelle prédatrice. De plus amples recherches sont cependant nécessaires pour confirmer l’activité et les détails pratiques de sa plantation.